# Enypnias seminudus
Enypnias seminudus är en fiskart som först beskrevs av Günther, 1861.  Enypnias seminudus ingår i släktet Enypnias och familjen smörbultsfiskar. IUCN kategoriserar arten globalt som livskraftig. Inga underarter finns listade i Catalogue of Life.